# 枝川 (江東區)
枝川（日语：／ Edagawa */?）是東京都江東區的地名。現行行政地名為枝川一丁目至枝川三丁目。2013年8月1日為止的人口有9,412人。郵遞區號為135-0051。

## 地理
位於江東區南部，屬深川地域。北至汐見運河，南至東雲北運河，西至豐洲運河的填埋地。北鄰江東區鹽濱（舊鹽崎町、濱園町），南接辰巳與潮見。町內是以高層住宅為主的住宅區，也有一些倉庫與工廠。南北向的三目通貫穿町內，上方有首都高速9號深川線。

## 歷史
1914年（大正4年），枝川改良工程開始填埋東京灣埋立4號地、5號地，1928年（昭和3年）4月完成，命名枝川町。1941年，東京市在枝川建造營房，主要收容深川區約1000名朝鮮人。這也是枝川韓國城的起源。

### 地名由來
來自東京市的「枝川改良工程計畫」。工程計畫的名稱「枝川」是因為運河密布有如枝状而得名。

## 交通
最近的車站是東京地下鐵有樂町線、百合鷗號豐洲站，與京葉線潮見站。
巴士
都營巴士行駛越中島通方向與三目通方向。由深川營業所管轄。
- 海01系統：行經越中島，門前仲町方向／行經豐洲站、台場站，東京電訊港站方向
- 業10系統：行經木場站，東京晴空塔站方向／行經豐洲站、銀座四丁目，新橋方向
- 錦13甲系統：行經豐洲站，晴海埠頭方向／行經東陽三丁目，錦糸町站方向
- 錦13乙系統：行經辰巳站，深川車庫方向／行經東陽三丁目，錦糸町站方向
- 社區巴士「潮風」：潮見站、木場站循環

道路
- 東京都道319號環狀三號線（三目通）
- 越中島通
- 首都高速9號深川線枝川出口

## 設施
- 永旺銀行 本社
- 東京朝鮮第二初級學校
- 江東區立枝川小學校
- 江東區立枝川幼稚園
- 大和運輸東東京主管支店
- Katolec本社
- 產經新聞印刷江東中心
- 江東兒童相談所（建設預定地）

## 備註
1. ↑  江東区の世帯と人口（住民基本台帳による） 区民部区民課 平成25年8月1日現在[永久]
2. 1 2  江東區の地名由来-江東區地域振興部文化観光課文化財係 的存檔，存档日期2013-07-19.，2012年5月30日閲覧。
3. ↑  .   [2013-07-23]. （原始内容存档于2013-06-19）.

## 外部連結
- 江東區官方網站 （页面存档备份，存于）